# Atrichopogon pilosipennis
Atrichopogon pilosipennis är en tvåvingeart som beskrevs av Tokunaga 1940. Atrichopogon pilosipennis ingår i släktet Atrichopogon och familjen svidknott. Inga underarter finns listade i Catalogue of Life.